# باکسهولم
باکسهولم (به سوئدی: Boxholm) یک منطقهٔ مسکونی در سوئد است که در بخش باکسهولم واقع شده‌است. باکسهولم ۴٫۳۹ کیلومتر مربع مساحت و ۳٬۱۹۴ نفر جمعیت دارد.